# Miami Dolphins Cheerleaders
Die Miami Dolphins Cheerleaders sind das NFL-Cheerleading-Team der Miami Dolphins in Miami, Florida.

## Geschichte

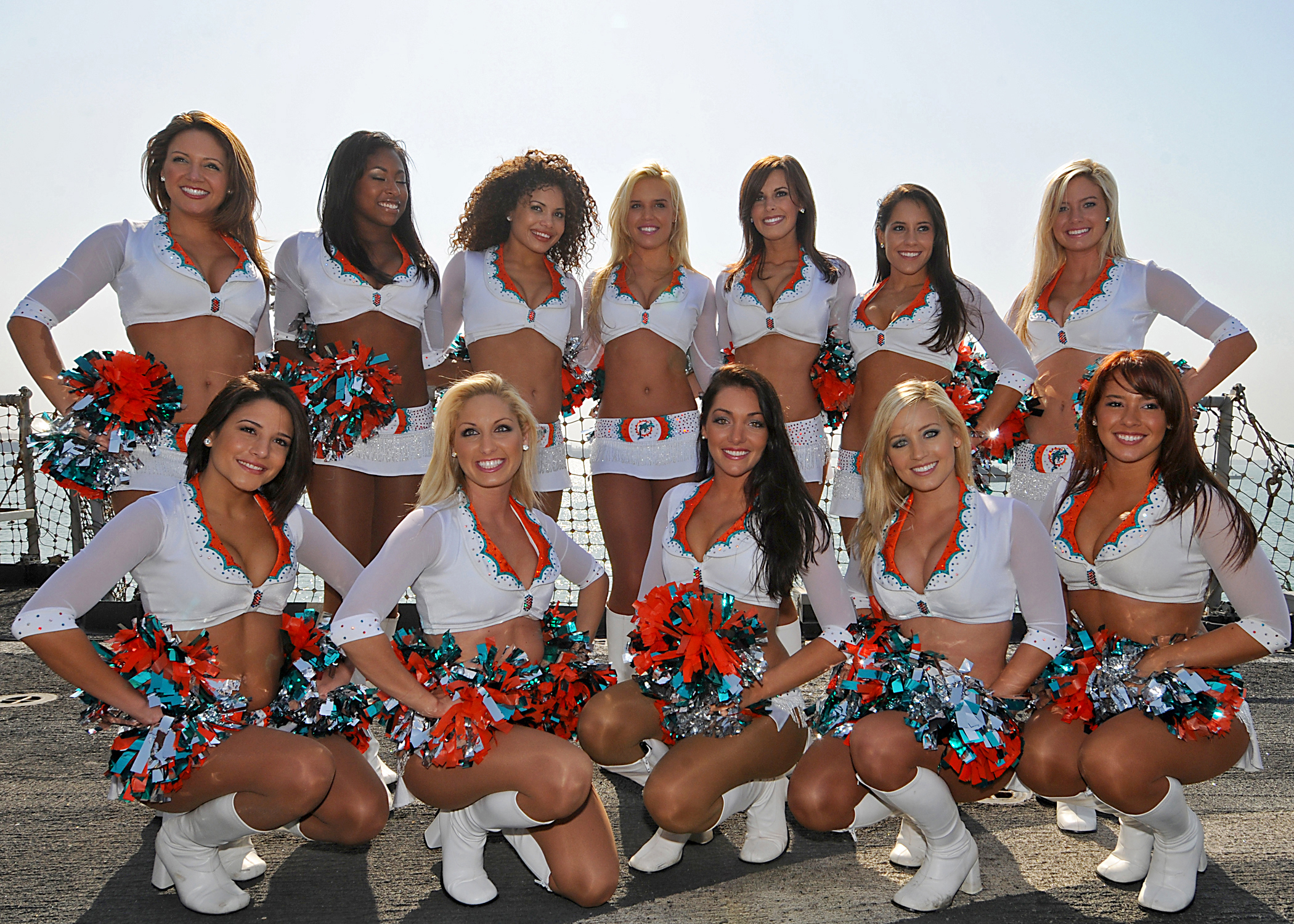
Mitglieder des Miami-Dolphins-Cheerleading-Teams 2009

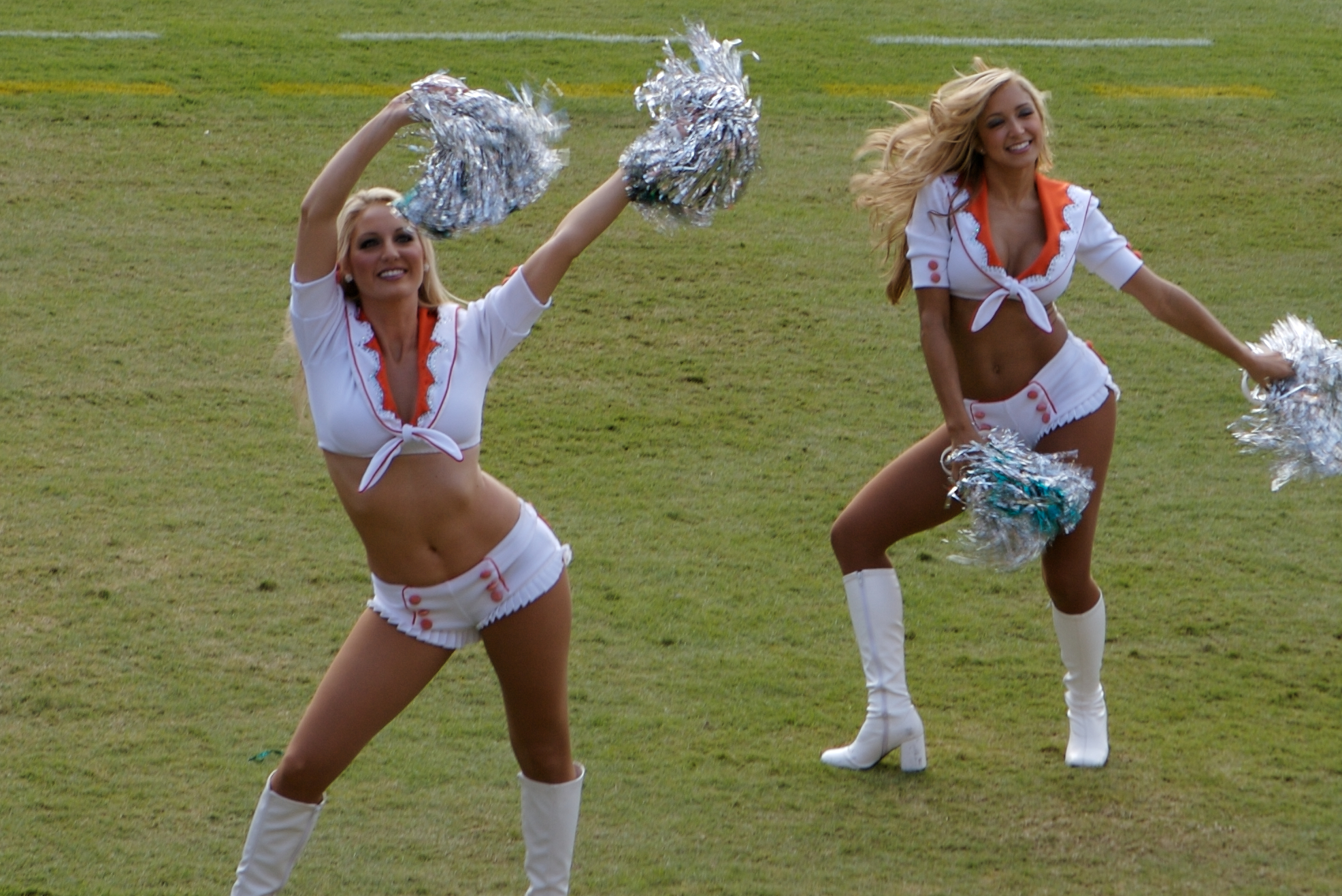
Mitglieder des Miami-Dolphins-Cheerleading-Teams 2007

Von der Gründung der Miami Dolphins 1966 bis zum Jahr 1977 bestand die Cheerleadergruppe der „Dolphin Dolls“ aus 125 Mädchen und Frauen im Alter von 8 bis 18 Jahren. Bei Heimspielen der Miami Dolphins traten jeweils 48 von ihnen am Spielfeld im Orange Bowl Stadium auf, während die übrigen Mitglieder von ihren Sitzplätzen aus das Team anfeuerten. Diese Amateurgruppe wurde 1978 durch die „Dolphin Starbrites“ abgelöst, deren ca. 30 Mitglieder erstmals professionelle Cheerleader waren. Diese Cheerleader wurden aus insgesamt 300 Bewerberinnen ausgewählt. Sie tanzten auf einer Bühne im Stadion und führten zu der Musik einer Brass Band in der Halbzeit eine Show im Stil des Broadways auf. Zur Uniform gehörten einteilige Badeanzüge und weiße Gogo-Stiefel. 1983 veranstalteten die Miami Dolphins zusammen mit der Restaurantkette Burger King einen Wettbewerb zur Namensgebung der Cheerleadingformation. Der am Ende des Wettbewerbs ausgewählte Name „Miami Dolphins Cheerleaders“ ist seitdem aktuell.

Seit Mitte der 1990er Jahre streben die Miami Dolphin Cheerleaders ein besonders glamouröses Erscheinungsbild an. Hierzu zählt auch das Tragen von glänzend weißen Boots und die mit Strass besetzte neue Uniform. Besonderes Aushängeschild ist der jährlich zu Beginn der neuen NFL-Saison herausgegebene Swimsuit Calendar. Neben der Teilnahme an Heimspielen der Miami Dolphins und diversen lokalen Auftritten in Miami-Dade County gehören während des gesamten Jahres internationale Auftritte, Fotoshootings sowie Besuche bei U.S. Militäreinheiten in Übersee und verschiedenen Hilfsorganisationen zu den Aufgaben der Cheerleader. Im Rahmen des Jugend- und Nachwuchsprogramms der Miami Dolphins bieten die Cheerleader auch für Mädchen in Kinder- und Jugendgruppen Veranstaltungen und Kurse an.
Größere Bekanntheit erlangten die Miami Dolphins Cheerleaders durch ein 2012 veröffentlichtes Covervideo zu dem Lied Call Me Maybe.